# William Minto
William Minto (Auchintoul, Aberdeenshire, 10 de octubre de 1845 - 1 de marzo de 1893), hombre de letras y crítico literario escocés, celebrado por sus comentarios a las obras de Shakespeare.
Se educó en la Universidad de Aberdeen, y estuvo un año en el Merton College de Oxford. Fue profesor en Aberdeen algunos años; de 1874 a 1878 editó el Examiner, y en 1880 se convirtió en profesor de lógica e inglés en Aberdeen. En 1872 publicó un Manual of English Prose Literature, denotado por su buen juicio y conocimiento de los autores; sus Characteristics of English Poets from Chaucer to Shirley (1874) reunió similares cualidades. Sus otras obras incluyen:
- The Literature of the Georgian Era (1894) editada con una introducción biográfica por W. Knight
- Logic: Inductive and Deductive (1893)
- Una monografía sobre Defoe en las series English Men of Letters (1879)
- Plain Principles of Prose Composition (1893).
- Tres novelas poco importantes, entre ellas The crack of doom (1886) y Was she good or bad? (1889).
- Numerosos artículos sobre materia literaria en la novena edición de la Encyclopædia Britannica.

Tuvo dos hijos, William y Charles. El último murió durante las celebraciones que marcaron el fin de la I Guerra Mundial. 